# Faro de Sagres
El Faro de Sagres (en portugués: Farol de Sagres) es un faro situado en el Cabo de Sagres, freguesia de Sagres, municipio de Vila do Bispo, región del Algarve, Portugal. Está construido dentro de la Fortaleza de Sagres del siglo XVI.

## Historia
Fue inaugurado el 4 de marzo de 1894 con motivo del centenario del nacimiento del infante Enrique el Navegante, fallecido en Sagres y al que se le atribuye la fundación de una famosa escuela de navegación y cartografía de la cual sin embargo muchos historiadores dudan de su existencia.
El faro emitía una luz roja fija y tenía muy poco alcance, entre 3 y 5 millas náuticas, por lo que fue objeto de críticas casi desde su inauguración. En 1906 la iluminación fue sustituida por otra que alcanzaba las 12 millas de distancia, siendo igualmente de luz roja fija.
En 1923 comenzó a funcionar un segundo faro en sustitución del anterior, en una torre de 5,5 metros de altura que albergaba una óptica catadrióptrica de 4.º orden, 250 mm de distancia focal, mecanismo rotatorio de relojería y candelero de aceite de nivel constante que conseguía un alcance de 14 millas náuticas.

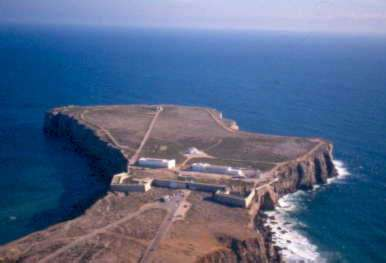
Vista aérea del Cabo de Sagres y la fortaleza del mismo nombre. El faro está situado al final del Cabo, en la parte superior de la imagen.

En 1958, y con motivo de la celebración del V centenario de la muerte de Enrique el Navegante, se comenzó a estudiar la restauración de la Fortaleza de Sagres para acercarla al aspecto que tenía en tiempos del infante. En ese estudio, al constatarse la necesidad de la señalización del Cabo de Sagres, se requería demoler el faro existente y reconstruirlo alejado unos 20 metros con una traza arquitectónica lo más simple posible para no desvirtuar el aspecto de la fortaleza. En 1960 fue inaugurado este nuevo faro. Está equipado con una lámpara de incandescencia de 500 w y reserva de gas, y la misma óptica de 250 mm de distancia focal. En 1983 fue automatizado y controlado desde el faro de Cabo de San Vicente.

## Características
El faro emite una luz roja en isofase de dos segundos, es decir, está iluminado un segundo y en oscuridad otro segundo. Tiene un alcance nominal nocturno de 11 millas náuticas.